# Prométhée (film, 1936)
Pour les articles homonymes, voir Prométhée (homonymie).
Pour plus de détails, voir Fiche technique et Distribution.
Prométhée est un film soviétique réalisé par Ivan Kavaléridzé, sorti en 1936. Le film est basé sur le poème Caucase de Taras Chevtchenko, il cité dans la liste des 100 meilleurs films de l'histoire du cinéma ukrainien.

## Fiche technique
- Titre : Prométhée (Прометей)
- Réalisation et scénario : Ivan Kavaléridzé
- Musique : Pavlo Tolstiakov, Andriy Balanchivadze
- Société de production : studio Dovjenko
- Pays :  Union soviétique
- Langues : Russe, Ukrainien, Géorgien
- Durée : 82 minutes
- Dates de sortie :  Union soviétique : 1936

## Distribution
- Gnat Petrovitch Ioura : le manager Sydorenko
- Ivan Tverdokhlib : Ivas ;
- Polina Tabatchnykova-Niatko : Kateryna ;
- Oleksandr Ivanovytch Serdiouk : le propriétaire Svichka ;
- Ivan Chtraouch : Joukov, un marchand ;
- Mykola Nademski : Taras Chevtchenko.